# Brandon Sanderson
Brandon Sanderson (* 19. prosince 1975 Lincoln) je americký autor fantasy a sci-fi. Je známý jako autor světa Kosmíru, fiktivního světa ve kterém se odehrává většina jeho fantasy románů (série Mistborn a Archiv Bouřné záře). Mimo tuto sérii napsal také několik románů z žánru young adult (série Bílý písek a Zúčtovatelé). Také je znám pro dokončení série Kolo času, po smrti jejího autora Roberta Jordana.

## Vybrané dílo
Pozn.: u knih je uveden vždy pouze rok prvního amerického vydání.
Série Kolo času
Poslední tři díly série Kolo času, Sanderson je dopsal po smrti Roberta Jordana
- Bouře přichází (The Gathering Storm, 2009)
- Věže půlnoci (Towers of Midnight, 2010)
- Vzpomínka na světlo (A Memory of Light, 2013)

Série Mistborn
- Finální říše (Mistborn: The Final Empire, 2006)
- Pramen povýšení (Mistborn: The Well of Ascension, 2007)
- Hrdina věků (Mistborn: The Hero of Ages, 2008)
- Poselství práva (Mistborn: The Alloy of Law, 2011)
- Stíny minulosti (Mistborn: Shadows of Self, 2015)
- Pouta dědictví (Mistborn: The Bands of Mourning, 2016)

Série Archiv Bouřné záře
- Cesta králů (The way of kings, 2010)
- Slova paprsků (Words of Radiance, 2014)
- Meč přísahy (Oathbringer, 2017)
- Rytmus války (Rhythm of war, 2020)

Série Vzhůru k obloze
- Vzhůru k obloze (Skyward, 2018)
- Výhled na hvězdy (Starsight, 2019)
- Cytonik (Cytonic, 2021)
- Nebeská letka - kolekce tří novel (Skyward Flight)
  - Sluneční výspa (Sunreach, 2021)
  - Nový úsvit (ReDawn, 2021)
  - Nekonečný břeh (Evershore, 2021)
- Vzdorovití (Defiant, 2023)

Série Zúčtovatelé
- Ocelové srdce (Steelheart, 2013)
- Ohniboj (Firefight, 2015)
- Kalamita (Calamity, 2016)

Samostatné romány
- Elantris (Elantris, 2005)
- Vyjednavač (Warbreaker, 2009)
- Ritmatik (The Rithmatist, 2013)

Série Bílý písek
- Bílý písek (White Sand, Volume 1, 2016)
- Bílý písek 2 (White Sand, Volume 2, 2018)
- Bílý písek 3 (White Sand, Volume 3, 2019)

Sbírky povídek a novel
- Arcanum odhalené (Arcanum Unbounded: The Cosmere Collection, 2016)